# El Buste
El Buste ist ein nordspanischer Ort und eine Gemeinde (municipio) mit 59 Einwohnern (Stand: 2024) im Nordwesten der Provinz Saragossa im Westen der Autonomen Region Aragonien. Der Ort gehört zur bevölkerungsarmen Serranía Celtibérica.

## Lage und Klima
El Buste liegt zu Füßen der maximal ca. 2315 m hohen Sierra de Moncayo etwa 80 km (Fahrtstrecke) nordwestlich der Provinzhauptstadt Saragossa nahe der Grenze zum baskischen Navarra in einer Höhe von ca. 750 m. Das Klima ist gemäßigt bis warm; Regen (ca. 411 mm/Jahr) fällt mit Ausnahme der Sommermonate übers Jahr verteilt.

## Bevölkerungsentwicklung
| Jahr      | 1970 | 1981 | 1991 | 2001 | 2011 | 2021 |
| Einwohner | 277  | 200  | 137  | 108  | 83   | 69   |

Die Mechanisierung der Landwirtschaft, die Aufgabe bäuerlicher Kleinbetriebe und der damit verbundene Verlust von Arbeitsplätzen führten in der zweiten Hälfte des 20. Jahrhunderts zu einem deutlichen Bevölkerungsschwund (Landflucht).

## Sehenswürdigkeiten
- Kirche der Unbefleckten Empfängnis (Iglesia de la Purísima Concepción)
- Rochuskapelle (Ermita de San Roque)

## Persönlichkeiten
- Gregorio Modrego y Casaus (1890–1972), römisch-katholischer Geistlicher, Erzbischof von Barcelona 1964–1967
- Sotero Sanz Villalba (1919–1978), römisch-katholischer Geistlicher, Erzbischof, Diplomat des Heiligen Stuhls